# マスリハ
マスリハ（ディベヒ語: މަސް ރިހަ Mas riha）はモルディブ料理におけるフィッシュカレーである。
白米と一緒に食されるのが一般的であるが、朝食に出されるときはロシというフラットブレッドとともに食されるか、熱い茶とともにそのままで食される。

## 調理
マスリハは通常、新鮮なマグロやカツオだけでなく、キハダマグロやタイセイヨウヤイトを用いて作られる。ここで用いられる魚はさいの目に切って、揚げタマネギと香辛料を混ぜ合わせたものに水を加え、弱火で一緒に調理する。しばらく煮たのち、最後にココナッツミルクを加える。